# Saltglasyr

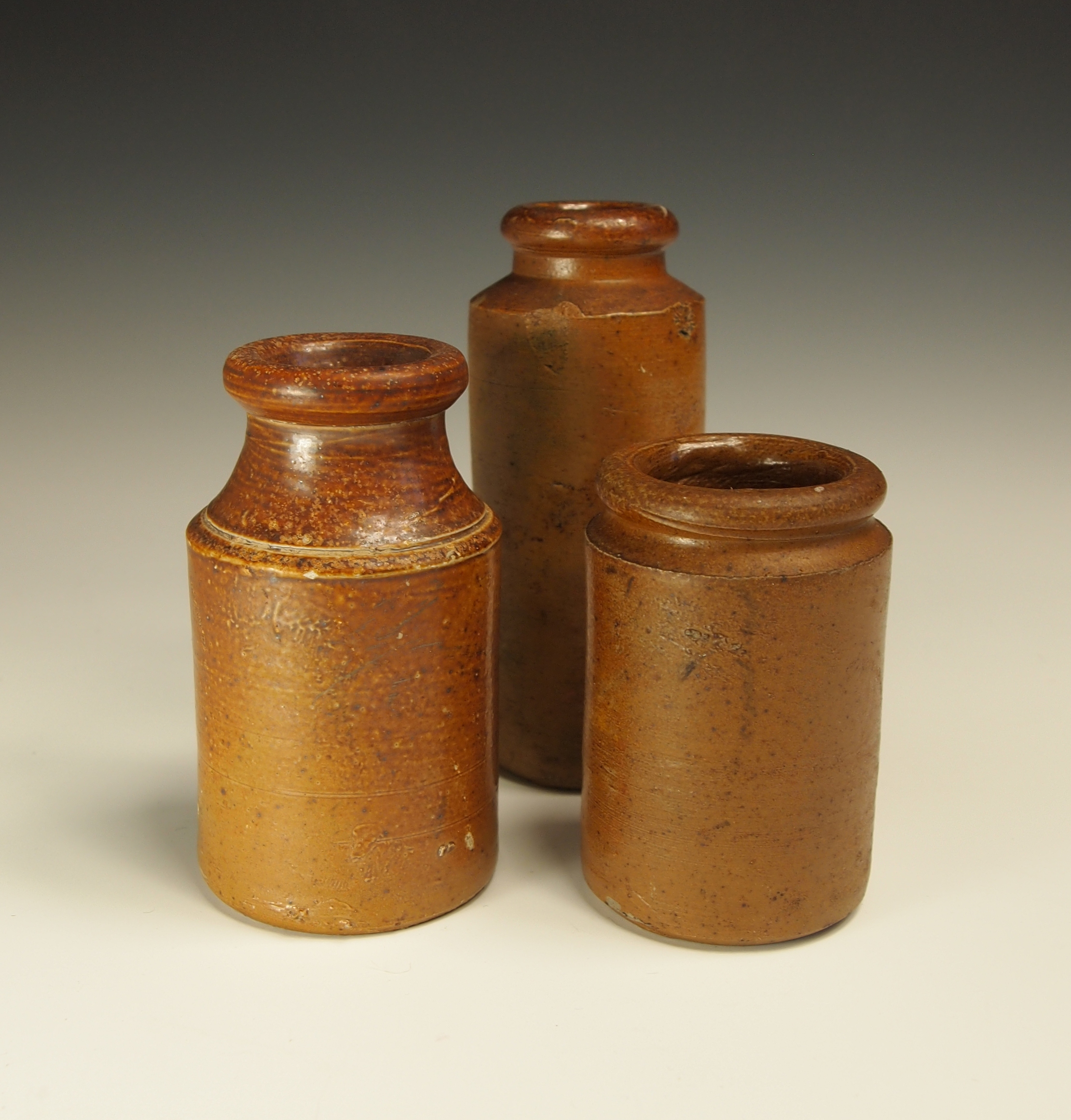
Saltglacerade kärl

Saltglasyr är en form av keramisk glasyr där koksalt används under glaceringsprocessen och som ger ett hårt och genomskinligt överdrag till stengods. Tekniken utvecklades i Rhenområdet under 1400- och 1500-talen.
Saltglasyr appliceras på föremål av stengodslera genom att koksalt kastas in i ugnen under bränningen, när ugnen nått rätt temperatur (1 280 grader). Det förflyktigade saltet reagerar då med silikatet och aluminiumoxid på föremålens yta och bildar ett förhållandevis starkt och ogenomträngligt glasyrskikt på föremålets yta. Krukornas färg kan påverkas på flera olika sätt. Lerans sammansättning är avgörande för slutresultatet. Lera med hög halt av järn tillsammans med en stark reduktion ger en mörkbrun yta (som det gods som tillverkas i Höganäs). Leror med låg eller näst in till obefintlig järnhalt (som exempelvis porslinsleror) påverkas inte till att bli bruna även om man reducerar eller bränner dem utan syretillförsel. För att få andra färger på krukorna kan man engobera dem före skröjbränning. Insidan av kärlen kan glaseras med andra glasyrer då saltet påverkar utsidan mer än insidan på kärlen. Saltglasyr är något av det mekaniskt starkaste i glasyrväg man kan finna, men kan ha grövre ytstruktur. När man sätter ugnen är det viktigt att man skapar ett avstånd mellan alla föremål så som mellan kruka och plattan i ugnen samt mellan lock. [förklaring behövs]  Detta görs genom att man lägger små stöd, nabbar, innehållande aluminiumhydroxid och mjöl mellan kruka och platta. När saltet förgasas sprids det i hela ugnen, även på plattor. Saltglasyren låter sig i långt högre grad integreras med själva lerskärven eller godset; än de flesta andra glasyrer, beroende på att den bygger på en kemisk reaktion snarare än enbart på att glasyrmassan smälter. 
Saltglaserade lerrör har tidigare varit vanligt använda för kloakledningar och vattenledningar. Saltglaserat stengods för hushållsändamål var förr en betydelsefull produkt från lervaruindustrin i Skåne.